# Dimitrios Chondrokoukis
Dimítrios Chondrokoúkis (griechisch Δημήτρηος Χονδροκούκης; * 26. Januar 1988 in Marousi) ist ein griechisch-zypriotischer Hochspringer.
2011 wurde er jeweils Fünfter bei den Leichtathletik-Halleneuropameisterschaften in Paris und bei den Leichtathletik-Weltmeisterschaften in Daegu.
Im März 2012 siegte er bei den Leichtathletik-Hallenweltmeisterschaften in Istanbul.
Im Juli 2012 wurde Chondrokoúkis positiv auf das Steroid Stanozolol getestet, von den Olympischen Spielen in London ausgeschlossen und für zwei Jahre gesperrt.
Nach seiner Dopingsperre (ab 2015) trat Chondrokoúkis bei Wettbewerben für Zypern an.

## Persönliche Bestleistungen
- Hochsprung: 2,32 m, 18. Juni 2011, Izmir
  - Halle: 2,33 m, 11. März 2012, Istanbul